# Lacroma
Lacroma [Là-cro-ma] (in croato Lokrum) è un'isola della Croazia situata nel Mar Adriatico di fronte alla città di Ragusa.
L'isola è disabitata ed è sede di un parco naturalistico.
Da alcuni l'isola è considerata parte dell'arcipelago delle Elafiti.

## Storia
Lacroma viene menzionata per la prima volta nel 1023 quando vi venne fondato un monastero benedettino. Secondo una leggenda, nel 1192 Riccardo I d'Inghilterra (Cuor di Leone) trovò la salvezza sull'isola in seguito ad un naufragio avvenuto sulla via del ritorno dalle crociate, e in segno di gratitudine decise quindi di far erigere una chiesa sull'isola. Su richiesta dei cittadini di Ragusa la chiesa non venne però costruita sull'isola, bensì nella città stessa.
In seguito all'abolizione dell'ordine benedettino (1798), nel (1803) Lacroma fu venduta ad una famiglia ragusea. Durante l'occupazione napoleonica venne costruito nel 1806 il Fort Royal, a forma di stella, dal quale si gode di una splendida vista.
L'arciduca Massimiliano d'Asburgo comprò infine l'isola nel 1859 e fece trasformare gli edifici del monastero in una lussuosa residenza estiva, dotata di un grande giardino botanico con piante provenienti dall'Australia e dal Sud America. In seguito alla tragica morte di Massimiliano in Messico, la villa passò nuovamente a privati, finché nel 1880 fu riacquistata dall'arciduca Rodolfo d'Asburgo. Morto anche Rodolfo in tragiche circostanze, la madre Elisabetta di Baviera fece dono dell'isola ai benedettini, finché la proprietà fu acquistata dai principi Windischgrätz. Attraverso il matrimonio del principe Windischgrätz con Elisabetta d'Austria, figlia dell'arciduca Rodolfo, Lacroma tornò in dote ad un membro della famiglia Asburgo e fu per questo motivo che il governo jugoslavo ne chiese il sequestro. La controversia fu appianata con un ampio risarcimento per la nobildonna, ma la diffusa leggenda della maledizione dell'isola non venne meno.
Oggi l'antica residenza è stata trasformata in un museo-parco botanico inserito nella riserva naturale di cui fa parte l'isola dal 1964 e nel 1976 è divenuto riserva speciale di vegetazione silvestre; sull'isola è poi residente una colonia di pavoni.
L'isola può essere raggiunta tramite traghetti da Ragusa, in circa 30 minuti.

## Curiosità
- Nell'isola vi è il cosiddetto Mar Morto (Mrtvo more), un lago comunicante con il mare attraverso delle grotte sommerse.
- Nell'isola c'è una spiaggia per nudisti.